# 熊本市立山ノ内小学校
熊本市立山ノ内小学校（くまもとしりつ やまのうちしょうがっこう）は、熊本県熊本市東区山ノ内四丁目にある公立小学校。

## 沿革
- 1985年（昭和60年） - 熊本市立月出小学校より分離し開校、熊本市立東町小学校の一部も取込。

## 委員会
- 計画委員会
- 生活・安全委員会
- 給食委員会
- 栽培・緑化委員会
- 図書委員会
- 保健委員会
- 体育委員会
- 放送委員会
- エコ・美化委員会
- 掲示委員会

## 部活動
- サッカー部
- バドミントン部
- 器楽部

## 著名な卒業生
- 櫛野亮（ジェフ千葉プロサッカー選手）
- 山口武士（ロアッソ熊本アカデミーコーチ）
- ダイタク（お笑い芸人・漫才師・ヨシモトクリエイティブエージェンシー所属）

## 学校周辺
- 熊本県立東稜高等学校
- 陸上自衛隊西部方面総監部